# Nachman Kaplansky
Nachman Kaplansky 1904 - 1956) was een architect van Russische afkomst die werkzaam was in België en Israël.

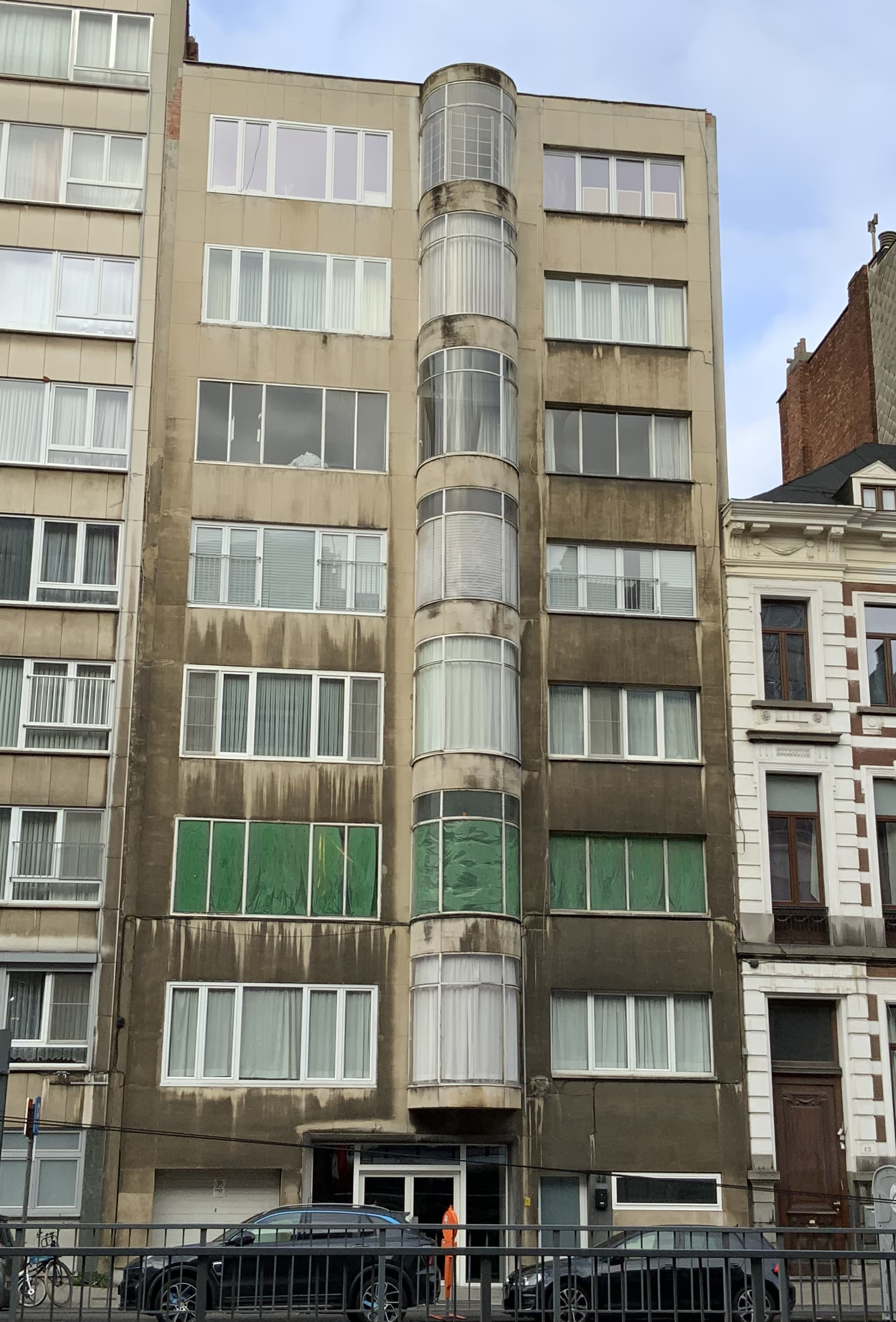
“Résidence Avenue Belgique” (1937)

## Biografie
Nachman Kaplansky werd geboren in 1904 in Bielsk Podlaski in hedendaags Polen.
Hij verhuisde in 1920, op zestienjarige leeftijd (blijkbaar alleen) naar Tel Aviv - toen onder Brits mandaat. Hij zou te school zijn gegaan in de Gymnasia Herzliya. In Tel Aviv ontmoette hij zijn toekomstige echtgenote Henia Baharaw.
Hij vestigde zich in 1925 te Antwerpen alwaar hij architectuur studeerde aan de Koninklijke Academie voor Schone Kunsten.
Tussen 1930 en 1940 ontwierp en bouwde hij een aanzienlijk aantal gebouwen, voornamelijk rijwoningen, villa's en appartementsgebouwen. Zijn architectuur vertoont kenmerken van modernisme/nieuw zakelijkheid. Men vindt invloeden van Le Corbusier en andere modernistische bewegingen alsook Belgische en mogelijk Nederlandse architecten. Zijn interieurs vertonen zowel modernistische elementen als Art Deco. Het merendeel van zijn projecten bevinden zich in Antwerpen (inclusief Wilrijk, Berchem, Mortsel, Borgerhout en Deurne). Hij bouwde ook een uniek voorbeeld van nieuw zakelijke architectuur in Brugge (Wonign Breemersch). In Brussel ontwierp hij de vitrine van een winkel (magasin Serge - adres onbekend).
In 1927 huwde hij Henia Baharaw.
Bij de Duitse invasie in 1940 vluchtte hij, samen met zijn echtgenote, naar Palestina (nog steeds onder Britse mandaat). Zijn Joodse achtergrond heeft hier een rol in gespeeld.
Over zijn leven en werk nadien is er weinig geweten.
Hij is overleden eind 1956 na een "ernstige ziekte".

## Carrière

### Bouwwerken
1. Bourgeois Huis Swart (1933), Belgiëlei 166 (Antwerpen)
2. Huis op Capiaumontstreet (1934), Generaal Capiaumontstraat 12 (Antwerpen)

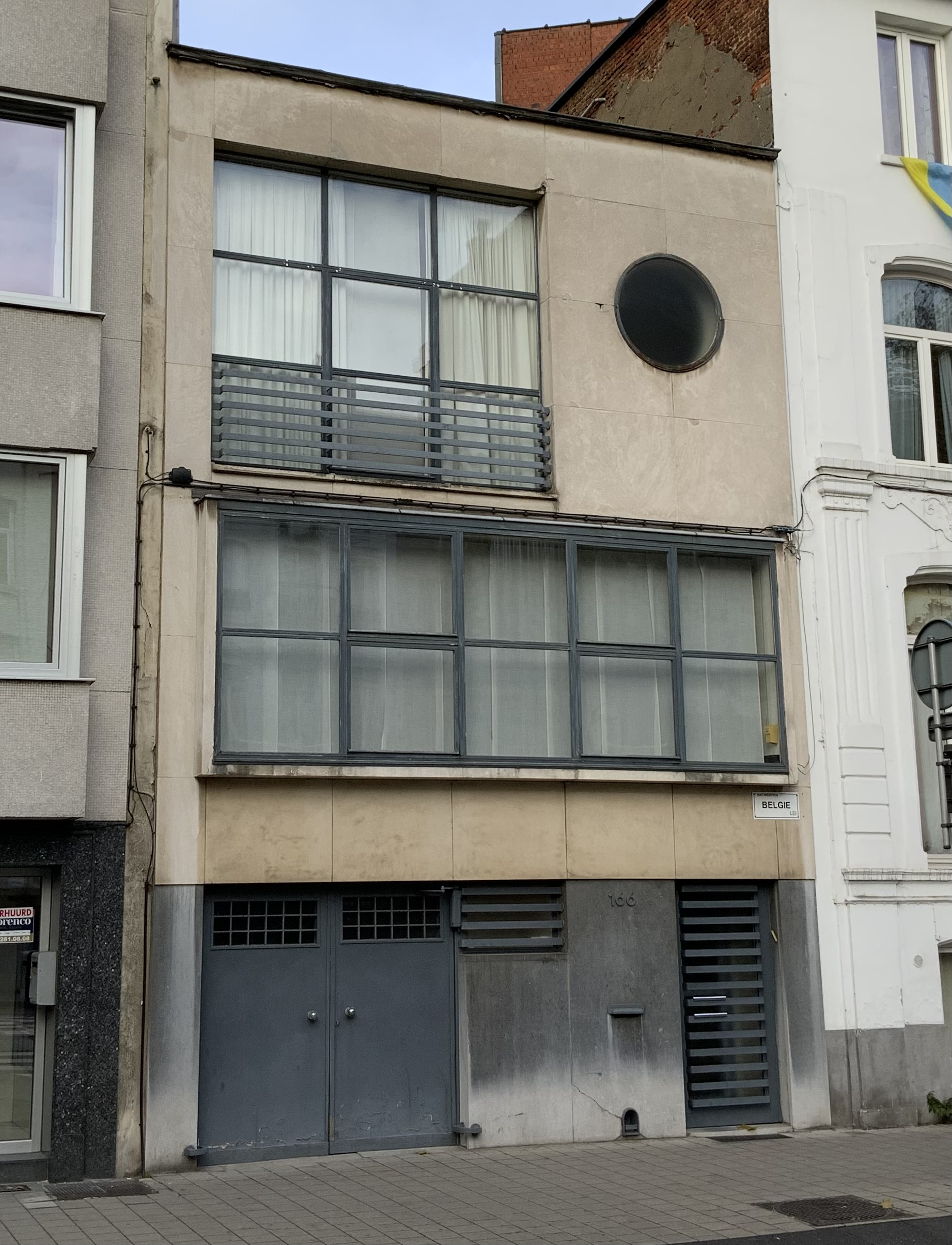
Burgerhuis Swart (1933)

3. Burgerhuis Swart (1933)Villa Kleinkamer (1934), Sorbenlaan 29 (Antwerpen)
4. Appartement Van Dessel (1935), Carnotstraat 45 (Antwerpen)
5. Huis op Prince Charleslaan (1935), Prins Karellaan 35 (Antwerpen)
6. Flatgebouw Ducellier (1935), Harmoniestraat 29 (Antwerpen)
7. “Résidence Prince Albert” (1936), Prins Albertlei 22 (Antwerpen)
8. Bourgeois huis Diercxsens (1936), Ryckmansstraat 10 (Antwerpen)
9. Burgerhuis Blockxstreet (1936), Jaak Blockxstraat 85 (Mortsel)
10. Huis Breemersch (1936-1937), Gulden-Vlieslaan 58 (Brugge)
11. Appartement on De Merodelei (1937), De Merodelei 37 (Antwerpen)
12. Huis Silberman (1937), Van Notenstraat 17 (Antwerp)
13. “Résidence Avenue Belgique” (1937), Belgiëlei 44 (Antwerpen)
14. Villa Eglantierlane (1938), Eglantierlaan 11 (Antwerpen)
15. Modernist Bourgeois Huis Couturier (1938), Sorbenlaan 52 (Antwerpen)
16. Modernist Villa (1938), Meerlenlaan 53 (Antwerpen)